# Metacapnodium fraserae
Metacapnodium fraserae är en svampart som först beskrevs av S. Hughes, och fick sitt nu gällande namn av S. Hughes 1976. Metacapnodium fraserae ingår i släktet Metacapnodium och familjen Metacapnodiaceae.   Inga underarter finns listade i Catalogue of Life.